# Димитрие Теодосие
Димитрие Теодосие (Димѝтрїѧ Өеодосїѐва ; на сръбски: Димитрије Теодосије) е пръв южнославянски печатар на граждански шрифт.
Произхожда от семейство на търговци от Янина. От малък е във Венеция, където е в кръга на богатите епирски търговци. Учи за печатар. С помощта на Пано Маруци, негов земляк, отваря през 1755 г. във Венеция „Славенско-Греческа типография“. През август 1754 г. подава молба до реформаториума на Падуанския университет да бъде вписан в регистъра на цеха на книжарите и печатарите на илирийско слово (език). 
За целта и по занаята на Теодосие, той придобива венецианската печатница на Николас Гликис, негов земляк от Янина.  Тази печатница е основана 1670 г. и Теодосие е неин директор. 
Печатницата на Димитрие Теодосие издава близо 50 заглавия на граждански шрифт на вече утвърдилата се нова книжовна норма – славяносръбски език. Тези книги излизат в периода от 1761 г. до 1776 г. Неговият племенник Пано Теодосие продължава да печати книги във венецианската печатница на тази книжовна норма до 1824 г. 
През 1765 г. във Венеция е отпечатан Увод в историята на славяно-сръбския народ (на сръбски: Увод у историју славено-сербског народа), който заедно с История разных славенских народов найпаче болгар, хорватов и сербов формира националния исторически светоглед на участниците в Първото сръбско въстание. 
През 1772 г. излиза от пресата на Теодосие „Житие на Петър Велики“.  Печата и на гръцки език. Печатницата на Теодосие просперира благодарение на огромната финансова помощ на руската императрица Екатерина Велика, която през 1768 г. акредитира маркиз Пано Маруци (финансов благодетел на Димитрие Теодосие) за посланик на нейно императорско величество в Светлейшата република и другите италийски области. Благодарение на великоруското спомоществователство още в края на 60-те година на XVII век печатницата на Теодосие придобива две най-модерни за времето си печатни машини. През 1770 г. Свещената Римска империя налага монопол над разпространението на книги на кириличен граждански шрифт (засягащ предимно територията на Войводина и военната граница), с което нанася удар върху търговските интереси на печатницата на Димитрие Теодосие. 

## Галерия
- Увод в историята на славяно-сръбския народ (1765)